# Élie Lambert
Pour les articles homonymes, voir Lambert.
Élie Lambert, né à Bayonne le 10 avril 1888 et mort à Ville-d'Avray le 23 avril 1961, est un historien d'art et archéologue français.

## Ses livres
- Manuel d'archéologie française depuis les temps mérovingiens jusqu'à la renaissance - L'art gothique (1930)
- Manuel d'archéologie française depuis les temps mérovingiens jusqu'à la renaissance - L'art gothique en Espagne aux XIIe et XIIIe siècles (1931)
- Manuel d'archéologie française depuis les temps mérovingiens jusqu'à la renaissance - Caen roman et gothique, ses abbayes et son château (1935)
- Le style gothique (1946)
- L'architecture des templiers (1955)
- Manuel d'archéologie française depuis les temps mérovingiens jusqu'à la renaissance - Études médiévales (1956)
- Abbayes et cathédrales du Sud-Ouest (1958)
- L'art en Espagne et au Portugal
- L'art de l'islam occidental
- Les origines de la croisée d'ogives
- L'église et le couvent des Jacobins de Toulouse et l'architecture dominicaine en France
- L'architecture des Bénédictins en Normandie
- Monuments anciens de Normandie transformés ou disparus
- Roncevaux et ses monuments
- Bayonne ville d'art
- Tolède. Les Villes d'Art célebres. 1925

## Documentation
Une partie de ses archives est conservée à l'Institut national d'histoire de l'art.